# Ferrocarril en Azerbaiyán

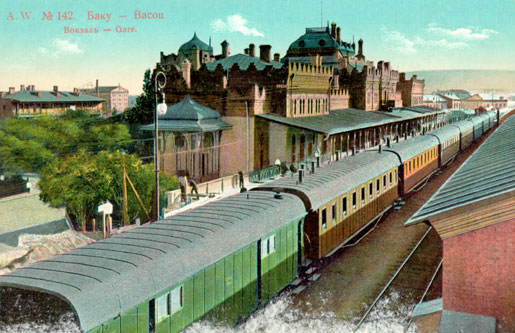
Estación de Bakú a fines del

La historia del transporte ferroviario en Azerbaiýan (azerí: Azərbaycanda dəmiryolu) se inició en los años 80 del siglo XIX.

## Historia

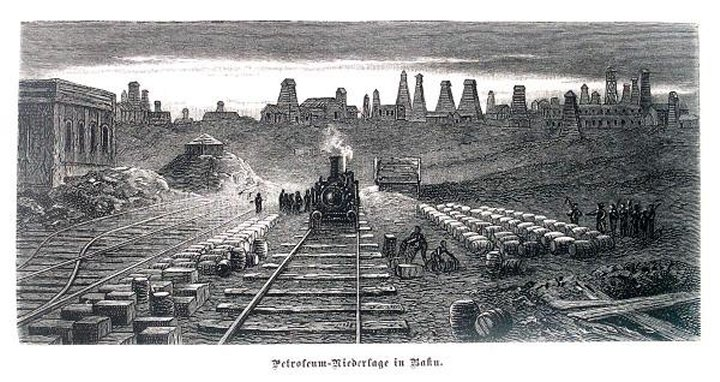
Bakú - Sabunchi - Surakhani, 1884

El primer ferrocarril en Azerbaiyán fue construido en 1880 en la dirección Bakú-Sabunchi-Surakhani, concebido para la realización del transporte de petróleo desde los yacimientos hasta el puerto de Bakú.
En 1883 fue construido y puesto en marcha el ferrocarril Bakú - Elizavetpol (Gandja) - Tbilisi. Así, los ferrocarriles de Azerbaiyán y Georgia se consolidaron en la sociedad "Ferrocarriles Transcaucásicos" y funcionaron hasta la declaración de la independencia de Azerbaiyán en 1918. Pero en 1920, se los consolidó de nuevo y funcionaron hasta 1945, cuando fue creado "Ferrocarril de Azerbaiyán". Una y otra vez se repitió la misma historia. En 1953 los ferrocarriles azerbaiyanos de nuevo se fusionaron; y, en 1955 los ferrocarriles azerbaiyanos se separaron del "Ferrocarril Transcaucásico". En 1963 los ferrocarriles se consolidaron nuevamente y funcionaron hasta 1967, cuando el Ferrocarril de Azerbaiyán se separó definitivamente de Ferrocarriles Transcaucásicos. Después de la declaración de independencia de Azerbaiyán en 1991 los ferrocarriles se fusionaron en "Ferrocarril Estatal de Azerbaiyán", que en 2009 se ha transformado a "Ferrocarriles de Azerbaiyán".
En 1900 se puso en el ferrocarril Bakú - Baladjari - Derbent - Petrovsk-Port (Majachkalá), que unió Bakú y Imperio Ruso.
En 1908 entró en funcionamiento el ferrocarril Ulukhanli - Sharur - Djulfa, que tenía importancia crucial para Najchivan.
En 1909 comenzó a funcionar la tercera línea del Ferrocarril Transcaucásico, integrado por ferrocarriles de Azerbaiyán, Georgia y Armenia. Las principales estaciones azerbaiyanos de los Ferrocarriles Transcaucásico fueron:
1. Bakú-I - Estación de pasajeros de 10 vías
2. Bakú-II - Estación de carga de 52 vías
3. Baladjari - Estación de carga de 30 vías
4. Haciqabul - Estación de 8 vías
5. Evlakh - Estación de 9 vías
6. Elizavetpol (Gandja) - Estación de 16 vías
7. Akhstafa - Estación de 9 vías
8. Najchivan- Estación de 8 vías
9. Djulfa - Estación de 6 vías.

En 1912 fue iniciado la construcción de ferrocarril Evlakh - Barda - Aghdam - Stepanakert - Shusha, pero en 1914 se suspendieron las obras del proyecto debido a la Primera Guerra Mundial.

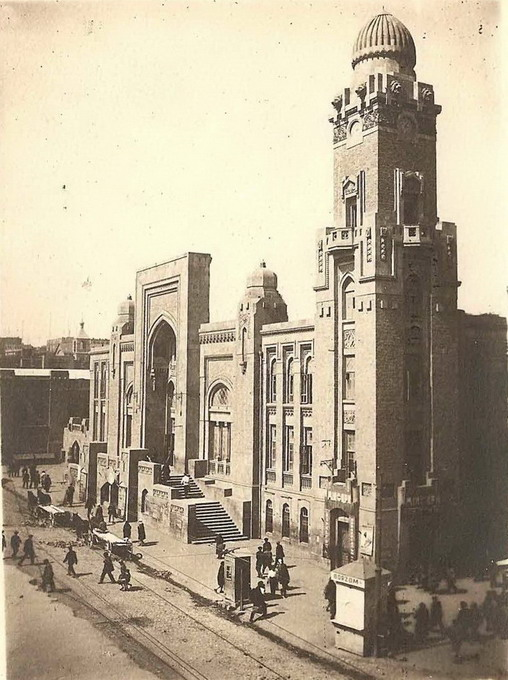
La estación de Sabunchi, 1930

En 1936 en Azerbaiyán se puso en funcionamiento tres nuevos ferrocarriles:
1. Alat - Mincevan
2. Mincevan - Kafan
3. Sabunchi - Mashtaga - Buzovna.

En 1939 fue comenzado la construcción de ferrocarril Djulfa - Mincevan, que se terminó en 1941.
En 1941 entró en funcionamiento el ferrocarril Haciqabul - Osmanli - Astara y en 1942 - Evlakh - Stepanakert.
En 1949 se puso en marcha el ferrocarril Surakhani - Qala - Buzovna, cuyo construcción había comenzado un año antes.
En 1950 fue construido y puesto en marcha línea Alabashli - Kushchu, en 1952 - Baghlar - Bilgah.
Entre los años de 1953 y 1957 fueron construidos unos ferrocarriles en la península Absheron.
En 1968 comenzó la construcción de la línea Bilgah - Pirshagi - Sumgait, que se terminó y se puso en funcionamiento en 1970. Un año después entró en funcionamiento el ferrocarril en la dirección Haciqabul - Shirvan (Ali-Bairamli).
En 1972 se puso en funcionamiento el ferrocarril Guzdek - Qaradagh, en 1973 - Djorat - Sumgait y Zabrat - Pirshaghi.
En año de 1986 fue construida y puesta en marcha la línea Evlakh - Balakan.
A finales de 1980 y principios de 1990 el funcionamiento de los ferrocarriles Djulfa - Mincevan - Ghoradiz y Evlakh - Stepanakert fue suspendido debido a la Guerra de Karabagh. Muchos proyectos de la construcción fueron interrumpidos debido al conflicto. Los ferrocarriles, que estuvieron situados en los territorios ocupados fueron desmantelados.

### Historia contemporánea
En la actualidad las direcciones principales de ferrocarriles son Bakú - Yalama, Bakú - Alat - Gandja - Boyuk-Kyasik, Alat - Imishli - Najchivan - Sharur, Osmanli - Astara. El Ferrocarril de Azerbaiyán dispone de grandes estaciones de clasificación (en Shirvan, Biladjari, Alat, Gandja, Kishli, etc.) y de carga (Bakú, Khirdalan, Guzdek, Sumgait, Haciqabul, Ali-Bairamli, Djulfa, Salian, Evlakh, Udjar, Aghstafa, Devechi, Khachmaz, Qaradagh, etc.)
En la construcción de los ferrocarriles se ponen los raíles del tipo pesado (Р-65, Р-72 y de durmientes férreas). En los años soviéticos 75 % de los durmientes fueron llevados desde Rusia y solo el 25 % se fabricaban en la región. Pero ahora en Azerbaiyán ya tiene lugar la producción de los durmientes férreas.

## Los depósitos de locomotoras

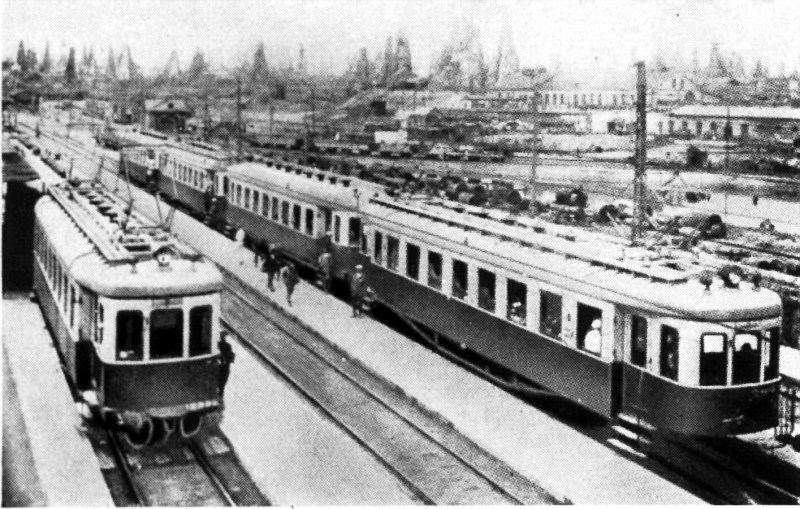
Locomotora Bakú - Sabunchi

En 1880 se construyó la primera estación de locomotora en Bakú para el ferrocarril Bakú - Sabunchi - Surakhani, que al principio servía tanto para locomotoras de carga como de pasajeros.
En 1883 se construyó el depósito de locomotoras en Baladjari, que era el mayor en Transcaucasia. Después los depósitos fueron construidos también en Haciqabul, Gandja, Akhstafa, Devechi, Salian, Imishli, Djulfa, Najchivan, Udjar, Evlakh, Mincevan y Alat.

### Locomotora de vapor
Durante los años de 1908-1914 en los ferrocarriles azerbaiyanos fueron explotados locomotoras de vapor de varias series, por ejemplo, de Serie B, Q, D, 3, etc.
Actualmente en los Ferrocarriles de Azerbaiyán hay 6 principales y 2 depósitos secundarios de locomotoras, que son:

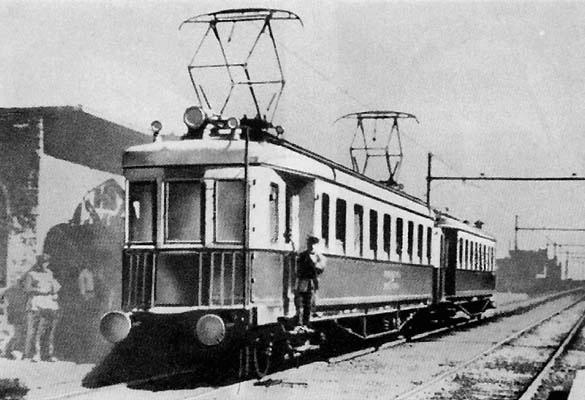
Locomotora eléctrica en Bakú, 1933

1. Locomotora eléctrica en Bakú, 1933Bakú (de pasajeros)
2. Baladjari
3. Gandja
4. Imishli
5. Salian
6. Djulfa
7. Shirvan
8. Boyuk-Kiasik.

### Locomotora eléctrica
La primera locomotora eléctrica en los ferrocarriles azerbaiyanos, se puso en marcha a fines de los años 1950 y fue serie VL22м. En los años 1960 tenía lugar la explotación masiva de las locomotoras eléctricas del serie VL8 y en los años 1980 - VL11 y VL23м.
Actualmente en los Ferrocarriles azerbaiyanos hay locomotoras eléctricas de las series VL8, VL23,VL11м,VL11м4, VL11y y E4s.

## La electrificación
El primer ferrocarril electrificado en Azerbaiyán (también en la URSS) fue construido y inaugurado el 6 de julio de 1926 con la puesta en marcha la zona electrificada Bakú - Sabunchi - Surakhani. Tras la primera electrificación de este ferrocarril, todas las otras zonas del centro ferroviario de Bakú fueron electrificadas.
En 1933 fue electrificado hasta la estación Zabrat, en 1935 - Mashataga, en 1939 - Buzovna, en 1949 - Surakhani-Qala-Buzovna, en 1959 - entre Baghlar - Bilgah. En los años 1960 se comenzó la electrificación de ferrocarriles troncales: en 1961 - entre las estaciones Baladjari y Duvanni, en 1963 - Gandja-Akhstafa, Alabashli-Kushchi, Baladjari-Sumgait, en 1971 - Haciqabul-Ali-Bairamli, en 1972 - Haciqabul-Evlakh-Gandja, en 1973 - Sumgait-Yalama, Alat-Ali-Bairamli, Akhstafa - Boyuk-Kyasik. En 1989 fue electrificado el ferrocarril Djulfa - Sharur y Shirvan - Imishli.

## TRACECA
TRACECA (acrónimo de TRAnsport Corridor Europe-Caucasus-Asia; esp: Corredor de Transporte Europa-Cáucaso-Ásia) fue fundada el 7 de mayo en 1993 por la Declaración de Bruselas por catorce estados de Europa Oriental, Cáucaso y Asia Central. Sus primeros participantes son Azerbaiyán, Armenia, Georgia, Kazajistán, Tayikistán, Turkmenistán y Uzbekistán; más tarde se han adherido Moldavia, Mongolia y Ucrania, en 2009 - Turquía, Rumania y Bulgaria, en 2009 - Irán.

### Conferencia internacional de jefes de Estado
El 8 de septiembre de 1998 en Bakú tuvo lugar la Conferencia internacional de jefes de Estado y de gobierno sobre la restauración de la Ruta histórica de la Seda. Durante la conferencia los partes subrayaron la importancia que reviste la puesta en marcha del programa TRACECA para ofrecer a los países enclavas en el Cáucaso y Asia Central un acceso duradero a las redes de transporte transeuropeos y transasiáticos, y el interés común en el desarrollo de la vía de transporte Europa-Cáucaso-Asia, que comprende itinerarios de transporte en la región del mar Negro sobre la base de la reapertura del antiguo trayecto de civilización que fue la Gran Ruta de la seda.

### Ferrocarril Bakú-Tbilisi-Ajalkalaki-Kars
La realización del proyecto de ferrocarril BTK (la asociación de Azerbaiyán, Georgia y Turquía) se inició el 7 de febrero de 2007 y se terminó el 31 de octubre de 2017. El ferrocarril es de longitud de 105 km, 76 de los cuales corresponden a la parte turca y 29 al territorio georgiano.

### Ferrocarril Astara-Rasht-Qazvín
Es un corredor de ferrocarril resultado de la asociación de Rusia, Azerbaiyán y Irán dentro de corredor Norte-Sur.

## Metro de Bakú
El sistema de metro azerbaiyano fue abierto en 1967. Tiene tres líneas:
1. Línea Rojo - İçərişəhər ↔ Həzi Aslanov - 20,1 km (hay 13 estaciones)
2. Línea Verde - Şah İsmail Xətai ↔ Dərnəgül - 14,5 km (hay 10 estaciones)
3. Línea Morado - Memar Əcəmi-2 ↔ Avtovağzal - 2,1 km (hay 2 estaciones)
Las estaciones de metro de Bakú:
| Tramo                                | Apertura                | Longitud |
| İçərişəhər-Nəriman Nərimanov         | 6 de noviembre de 1967  | 6.5 km   |
| 28 de mayo-Şah İsmail Xətai          | 22 de febrero de 1968   | 2.3 km   |
| Nəriman Nərimanov-Ulduz              | 5 de mayo de 1970       | 2.1 km   |
| Ulduz-Neftçilər                      | 7 de noviembre de 1972  | 5.3 km   |
| 28 de mayo-Nizami Gəncəvi            | 31 de diciembre de 1976 | 2.2 km   |
| Nəriman Nərimanov-Bakmil             | 28 de marzo de 1979     | 0.5 km   |
| Nizami Gəncəvi-Memar Əcəmi           | 31 de diciembre de 1985 | 6.5 km   |
| Neftçilər-Əhmədli                    | 28 de abril de 1989     | 3.3 km   |
| Cəfər Cabbarlı                       | 27 de diciembre de 1993 | -        |
| Əhmədli-Həzi Aslanov                 | 10 de diciembre de 2002 | 1.4 km   |
| Memar Əcəmi-Nəsimi                   | 9 de octubre de 2008    | 2.1 km   |
| Nəsimi-Azadlıq prospekti             | 30 de diciembre de 2009 | 1.3 km   |
| Azadlıq prospekti-Dərnəgül           | 29 de junio de 2011     | 1.5 km   |
| Memar Əcəmi-2-Avtovağzal             | 19 de abril de 2016     | 1.5 km   |
| Totalmente: 25 estaciones de 36.7 km |                         |          |